# A Message from Mars (film 1921)
A Message from Mars è un film muto del 1921 diretto da Maxwell Karger, basato sulla commedia teatrale fantascientifica A Message from Mars di Richard Ganthoney, che era già stata portata sullo schermo in un omonimo cortometraggio neozelandese del 1903 (ritenuto perduto) e in una versione britannica, Un messaggio da Marte (A Message from Mars) del 1913.

## Trama
Horace Parker è un giovanotto egoista che pensa solo a sé stesso. Quando gli viene proposto di finanziare un progetto che porterà alla costruzione di un dispositivo per comunicare con il pianeta Marte, lui accetta ma a condizione che l'invenzione venga accreditata a lui.
La fidanzata Minnie gli chiede di accompagnarla a un party, ma lui rifiuta, preferendo rimanere a casa a studiare i suoi progetti. Rimasto solo, si addormenta e, in sogno, gli appare una figura che si presenta come un messaggero di Marte incaricato di guarirlo dal suo egoismo. Il marziano gli mostra la povertà e le sofferenze degli altri e gli fa sentire i commenti negativi su di lui alla festa dove si è recata Minnie. Mentre sta per arrivare a casa della moglie di un soldato che lui si era rifiutato di aiutare, Horace si sveglia e trova la casa della donna in fiamme. La salva e poi invita altri disgraziati a casa propria: le sue buone azioni lo riscattano agli occhi di Minnie, che ritorna a stimarlo.

## Produzione
Il film fu prodotto dalla Metro Pictures Corporation.

## Distribuzione
Distribuito dalla Metro Pictures Corporation, il film uscì in sala l'11 aprile 1921.